# Комната (фильм, 2003)
«Ко́мната» (англ. The Room) — культовый американский драматический фильм 2003 года, снятый режиссёром и продюсером Томми Вайсо по сценарию, написанному им же в соавторстве с Грегом Сестеро. Фильм основан на одноимённой пьесе, написанной Вайсо в 2001 году; в фильме Вайсо также исполнил главную роль.
Фильм рассказывает о любовном треугольнике, который составляют банкир Джонни (Томми Вайсо), его невеста Лиза (Джульетта Даниэль) и его лучший друг Марк (Грег Сестеро).
Значительная часть фильма посвящена серии не связанных между собой незаконченных сюжетных линий, в большинстве из которых участвует как минимум один второстепенный персонаж. По словам Вайсо, название фильма намекает на потенциал комнаты — она может быть местом, где происходят как хорошие, так и плохие события; в пьесе вообще все события происходят в одной комнате.
Фильм имеет репутацию одного из худших фильмов в истории, разделяя её со статусом культовой картины. Росс Морин, доцент кинематографии в Коннектикутском колледже в Нью-Лондоне, назвал его «„Гражданином Кейном“ среди плохих фильмов».
Продемонстрированная лишь в ограниченном количестве кинотеатров Калифорнии, «Комната» быстро стала культовой, возможно благодаря своей странной манере повествования, техническим и сюжетным ляпам, а также эксцентричной игре Томми Вайсо. Вайсо ретроспективно описывал свой фильм как чёрную комедию, но большинство зрителей восприняло ленту как плохо исполненную драму; некоторые актёры придерживаются такого же мнения.
В 2013 году Грег Сестеро в соавторстве с Томом Бисселом опубликовал книгу «Горе-творец», посвящённую съёмкам «Комнаты». 1 декабря 2017 состоялась премьера одноимённого фильма, снятого по мотивам этой книги. Режиссёром и исполнителем роли Томми Вайсо стал Джеймс Франко.
«Комната» вдохновила фанатов на создание неофициальной видеоигры «The Room Tribute», которая была выпущена в 2010 году на портале Newgrounds.

## Сюжет
Джонни — успешный банкир, живущий в таунхаусе в Сан-Франциско со своей невестой Лизой. У Джонни есть друг Марк. Лиза, недовольная отношениями с Джонни, соблазняет Марка и начинает тайно встречаться с ним. Джонни, услышав, как Лиза признаётся в измене своей матери Клодетт, прикрепляет к телефону магнитофон, надеясь услышать и распознать любовника Лизы по голосу.
Дэнни, студент колледжа, которого финансово и эмоционально поддерживает Джонни, переживает стычку с вооружённым наркоторговцем Крисом-Р. Джонни и Марк одолевают Криса-Р и задерживают его. Дэнни также жаждет Лизу и признаётся в этом Джонни, который понимает его и поощряет его преследовать одного из своих одноклассников. Джонни впадает в ментальный туман и зовёт на помощь Питера, друга и психолога Марка. Марк также доверяет Питеру, так как чувствует себя виноватым. Когда Питер спрашивает Марка, есть ли у него что-то с Лизой, Марк нападает и пытается убить его, но они быстро мирятся.
На неожиданной вечеринке по случаю дня рождения Джонни один из его друзей замечает Лизу, целующую Марка, в то время как другие гости находятся снаружи, и рассказывает им об этом. Джонни объявляет, что они с Лизой ожидают ребёнка, хотя позже Лиза рассказывает, что солгала об этом, чтобы скрыть правду о романе. В конце вечера Лиза выставляет напоказ свой роман перед Джонни, и тот нападает на Марка.
После вечеринки Джонни в отчаянии запирается в ванной. Когда все уходят, он достаёт диктофон, который подключил к телефону, и слушает интимный звонок между Лизой и Марком. Возмущённый Джонни ругает Лизу за то, что она предала его, побуждая её навсегда прекратить их отношения; затем у него случается эмоциональный срыв, он в гневе крушит свою квартиру и кончает жизнь самоубийством, выстрелив себе в рот.
Услышав шум, Дэнни, Марк и Лиза бросаются вверх по лестнице и находят его мёртвое тело. Марк обвиняет Лизу в смерти Джонни, осуждает её за её лживое поведение и требует, чтобы она ушла из его жизни. Дэнни велит Лизе и Марку оставить его с Джонни, и они отступают, чтобы дать ему минутку, но в конечном итоге остаются и успокаивают друг друга, ожидая прибытия полиции.

## В ролях

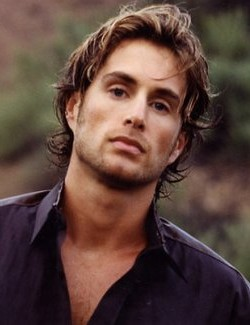
Грег Сестеро, сыгравший Марка и выступивший генеральным продюсером ленты, написал книгу «Горе-творец», которая основывается на его личном опыте работы над «Комнатой»

| Актёр             | Роль    | Описание                                      |
| ----------------- | ------- | --------------------------------------------- |
| Томми Вайсо       | Джонни  | успешный банкир, помолвленный с Лизой         |
| Грег Сестеро      | Марк    | лучший друг Джонни, любовник Лизы             |
| Джульетта Даниель | Лиза    | невеста Джонни, любовница Марка               |
| Филип Халдиман    | Дэнни   | школьник, которого Джонни считает своим сыном |
| Керолайн Миннотт  | Клoдетт | мать Лизы                                     |
| Робин Перис       | Мишель  | лучшая подруга Лизы                           |
| Скотт Холмс       | Майк    | парень Мишель                                 |
| Дэн Джанджиджиан  | Крис-Р  | наркодилер, угрожающий Дэнни                  |
| Кайл Вогт         | Питер   | психолог, друг Джонни и Марка                 |
| Грег Эллери       | Стивен  | друг Джонни и Лизы                            |

## Производство

### Разработка
В 2001 году Томми Вайсо написал пьесу «Комната», которую затем переделал в роман объёмом в 500 страниц. Опубликовать книгу не получилось, и тогда Вайсо решил экранизировать свою работу, полагаясь на собственные силы.
Бюджет фильма (производство и маркетинг) составил 6 млн долларов. Вайсо никогда не раскрывал источников финансирования, но журнал Entertainment Weekly, опираясь на свои источники, утверждает, что Вайсо заработал эти деньги на импорте косух из Кореи. В книге «Горе-творец» Грег Сестеро говорит, что к началу производства фильма Вайсо уже был финансово независимым. На протяжении нескольких лет он копил деньги, занимаясь предпринимательством и девелопментом недвижимости в Лос-Анджелесе и Сан-Франциско. По словам Сестеро, во время съёмок Вайсо принимал множество неудачных решений, которые не были обязательными и значительно повышали смету картины — строились декорации для кадров, которые можно было снять на локации (в естественных условиях), приобреталось дорогостоящее оборудование, без которого можно было обойтись, съёмка одних и тех же сцен проводилась по много раз в разных декорациях. Сам Вайсо забывал свои реплики и положение в кадре, из-за чего на съёмку минутных сцен с диалогами уходили часы и даже дни.
По словам Сестеро и Грега Эллери, Вайсо арендовал у компании Birns and Sawyer студию и приобрёл «набор режиссёра-новичка», включавший две кино- и HD-камеры.
Вайсо не осознавал разницы между киноплёнкой шириной 35 мм и HD, но хотел стать первым режиссёром, снявшим целый фильм одновременно в двух форматах. Он смог добиться этого, используя специально построенный прибор, который совмещал в себе обе камеры и требовал две съёмочные группы для работы с ним, что также удорожало съёмки. В окончательной версии ленты использовались только тридцатипятимиллиметровые плёночные кадры.

### Кастинг
Вайсо выбирал актёров среди тысяч резюме, а бо́льшая часть набранного актёрского состава не фигурировала в полной версии фильма.
После того, как в первый же день съёмок Вайсо уволил актёра, нанятого для исполнения роли Марка, эту роль взялся сыграть Грег Сестеро. У Сестеро был ограниченный опыт в кинематографе. Он согласился участвовать в съёмках только потому, что знал Вайсо до начала производства киноленты. При съёмках постельных сцен Сестеро чувствовал себя некомфортно, из-за чего снимался в джинсах.
По словам Грега Эллери, Джульетта Даниэль «только сошла с автобуса из Техаса», когда начались съёмки, и «актёры с ужасом наблюдали», как Вайсо прыгал на Даниэль, с лёту начиная «любовную сцену». Сестеро отрицал это, утверждая, что сцены секса снимались одними из последних. Вайсо говорил, что поначалу Даниэль была одной из трёх-четырёх дублёрш персонажа Лизы, и была выбрана на роль после того, как нанятая ранее актриса покинула проект. По словам Сестеро, та актриса была латиноамериканкой и происходила из Южной Америки.
Даниэль утверждала, что сначала ей дали роль Мишель, а роль Лизы она получила после увольнения актрисы, из-за того, что её «личность… не подходит» персонажу. Джульетта также подтверждала, что во время съёмок было уволено много актёров.
Невзирая на то, что Кайл Вогт (сыгравший психолога Питера) предупредил съёмочную группу об ограниченном времени для участия в проекте, сцены с ним всё равно не успели доснять. Вогт оставил производство, несмотря на то, что Питер должен был сыграть ключевую роль в кульминации. Его реплики во второй половине фильма передали Грегу Эллери, персонажа которого не представили и не называли в картине по имени.

### Сценарий
Оригинальный сценарий был значительно длиннее того, что использовался в фильме, и содержал в себе ряд затяжных монологов. Сценарий корректировали прямо на съёмочной площадке сами актёры и ассистент по сценарию, признававший большинство диалогов «непонятными». Анонимный член актёрского состава рассказал Entertainment Weekly, что оригинальный сюжет содержал «вещи, которые были просто непостижимы». 
«Я знаю, трудно представить, что всё было ещё хуже. Однако именно так оно и было», — высказался он.
Сестеро отмечал, что Вайсо стремился, чтобы его персонажи говорили лишь прописанными репликами, но в окончательную версию картины всё-таки вошла импровизация некоторых актёров.
В основном диалоги в «Комнате» повторяются, в особенности реплики Джонни: почти каждый разговор он начинает со слов «Oh, hi!» («О, привет!»). Для пренебрежительного окончания разговора множество персонажей используют фразу «Do not worry about it» («Не волнуйся об этом»).
Практически каждый мужской персонаж высказывается о физической привлекательности Лизы (в ленте даже присутствует безымянный персонаж, чья единственная реплика — это «Lisa looks hot tonight» («Лиза сегодня горячо выглядит»). Сама Лиза часто прерывает разговор с Джонни словами «I do not want to talk about it» («Я не хочу говорить об этом»).
Несмотря на значительное количество разговоров о будущей свадьбе Джонни и Лизы, персонажи не употребляют слов «жених» или «невеста», только «future husband» (будущий муж) и «future wife» (будущая жена).
В «Горе-творце» Сестеро вспоминает, что Вайсо планировал сюжетную линию, в которой раскрывалось бы, что Джонни — вампир (Вайсо увлекался ими). Сестеро также описывал, как Вайсо дал съёмочной группе задание спланировать путь полёта Mercedes-Benz Джонни сквозь скайлайн Сан-Франциско, что «показало бы вампирскую природу Джонни».

### Съёмки
Съёмки проходили на протяжении шести месяцев. Бо́льшая часть съёмочного процесса проходила в студии в Лос-Анджелесе, второстепенные сцены были сняты в Сан-Франциско, Калифорния. Одновременно работали две съёмочные группы.
Большинство сцен на крыше были сняты в студии, а пейзажи Сан-Франциско были созданы с помощью хромакея. Благодаря закадровым съёмкам можно понять, что некоторые сцены на крыше были сняты в августе 2002 года.
Над фильмом работало более четырёхсот человек; Вайсо был режиссёром, соавтором сценария, актёром и исполнительным продюсером. В титрах указаны два других исполнительных продюсера — Хлои Литске и Дрю Кеффри; по словам Сестеро, Литске на самом деле не имела никакого отношения к производству фильма, а Кеффри умер за много лет до начала его создания.
Вайсо имел множество разногласий со своей командой. Сам он утверждал, что четыре раза поменял весь её состав. Некоторые участники имели двойные или даже тройные функции. В частности, Грег Сестеро играл Марка, занимал должность линейного продюсера, помогал с кастингом и был ассистентом Вайсо.

## После выхода
В первые две недели проката фильм собрал 1800 долларов. Тем не менее, у него появились свои поклонники, количество которых со временем увеличивалось. Спустя несколько лет о феномене «Комнаты» начали писать журналисты. Кинотеатры вновь начали демонстрировать фильм, в этот раз на ночных сеансах, где картина регулярно приносила доход. Растущая популярность фильма вдохновила Грега Сестеро на написание книги о съёмках «Комнаты». Впоследствии Томми Вайсо утверждал, что многие из тех, кто изначально отказался от внесения в титры, в итоге просили о включении их имени. Одна из причин успеха картины — это принесший фильм в массы обзор интернет-кинокритика Дага Уокера, также известного как Ностальгирующий Критик.